# Nina Petek
Dr. Nina Petek je profesorica na Oddelku za filozofijo Filozofske fakultete Univerze v Ljubljani, direktorica Inštituta za študije meništva in kontemplativne znanosti (Institute for Monastic Studies and Contemplative Sciences), članica izdajateljskega sveta revije Anthropos in članica Upravnega odbora Slovenskega filozofskega društva. 
Leta 2012 je na ljubljanski Filozofski fakulteti diplomirala iz slovenistike in filozofije, na isti ustanovi pa je leta 2016 še doktorirala.

## Življenjepis
Dr. Nina Petek se je rodila 17. januarja 1986 v Slovenj Gradcu. Svojo šolsko pot je začela na Osnovni šoli Mežica, jo nadaljevala na Gimnaziji Ravne na Koroškem, ter kasneje na Filozofski fakulteti Univerze v Ljubljani. V času doktorskega študija leta 2015 se je izpopolnjevala na Oxfordskem centru za hindujske študije, Univerza v Oxfordu. Bila je zaposlena kot mlada raziskovalka na Oddelku za filozofijo FF UL, kjer je leta 2016 tudi doktorirala. Od leta 2018 je profesorica na Oddelku za filozofijo Filozofske fakultete Univerze v Ljubljani, kjer poučuje predmete s področja azijskih filozofsko-religijskih tradicij. Na Oddelku za filozofijo poučuje na diplomski, magistrski in doktorski stopnji, in sicer predmete Azijske filozofije, Azijske filozofije, religije in kulture, Izbrana poglavja iz azijskih filozofij in Problemi in razsežnosti sodobne filozofije. V svojem raziskovalnem delu se ukvarja predvsem z ontologijo in epistemologijo v filozofskih šolah Indije in budističnih filozofskih sistemih Indije in Tibeta. Posveča se tudi raziskavam meniške budistične tradicije ter izvori in filozofskimi temelji puščavniških meditacijskih praks v predelu indijske Himalaje na območjih dveh zveznih teritorijev Ladakh in Džamu-Kašmir. Je direktorica Inštituta za študije meništva in kontemplativne znanosti. Ukvarja se tudi s prevajalstvom, prevaja iz vedske indijščine in sanskrta v slovenščino.

### Izobraževanje
- Diplomsko delo s področja slovenistike: »Črnjanski rokopis – jezikovna in vsebinska analiza slovenskih priimkov, ženskih osebnih imen in molitve«, 2012, mentorica: red. prof. dr. Irena Orel.  (Za delo je prejela fakultetno Prešernovo nagrado.)
- Diplomsko delo s področja filozofije: »Zavest v filozofiji joge«, 2012, mentorica: red. prof. dr. Maja Milčinski (upokoj.).
- Doktorsko delo: »Odnos med dharmo in mokṣo v Bhagavadgīti«, 2016, mentorica: red. prof. dr. Maja Milčinski (upokoj.).

Dr. Nina Petek je dodiplomski študij obiskovala na Filozofski fakulteti Univerze v Ljubljani. Izobraževala se je na oddelku za slovenistiko in oddelku za filozofijo. Podiplomski in doktorski študij je prav tako nadaljevala na Filozofski fakulteti Univerze v Ljubljani, na Oddelku za filozofijo. Njeno doktorsko delo, naslovljeno Odnos med dharmo in mokṣo v Bhagavadgīti, raziskuje različne dimenzije razmerja med dharmo (dharma) in mokšo (mokṣa) v Bhagavadgiti (Bhagavadgītā), delu, ki je bistveno zaznamovalo razvoj filozofsko-religijske misli v Indiji. Študija je osnovana na preiskavi metafizike kot sinteze dualizma filozofske šole sankhja (sāṃkhya) in upanišadskega monizma ter etičnega nauka v prepletu različnih vidikov joge (yoga) kot psihozifične discipline, karmajoge (karmayoga), buddhijoge (buddhiyoga), džnjanajoga (jñānayoga) in bhaktijoge (bhaktiyoga). V razpravo o etiki in metafiziki je vpletena tudi analiza kompleksne narave vrhovnega boga in treh božjih manifestacij, tj. aveša (āveśa), avatar (avatāra), višvarupa (viśvarūpa), pri čemer se dotakne tudi preiskave človekove eksistence, razpete med minljivostjo in večnostjo. V okviru slednjega je raziskano kompleksno razmerje med posvetnimi prizadevanji in duhovno izpolnitvijo ter determinizmom in svobodno voljo. Delo v posebnem poglavju proučuje tudi zgodovino recepcije Bhagavadgite (Bhagavadgītā) v Indiji in na Zahodu. 
V času doktorskega študija leta 2015 se je izpopolnjevala na Oxfordskem centru za hindujske študije, Univerza v Oxfordu (Oxford Centre for Hindu Studies, University of Oxford) pod mentorstvom prof. dr. Gavina Flooda, prof. dr. Bjarna Wernicke-Olesna, prof. dr. Jessice Frazier (Univerza v Oxfordu) in prof. dr. Josepha Prabhuja (Univerza v Kaliforniji).  

### Zaposlitev
- 2013–2016: mlada raziskovalka, Univerza v Ljubljani, Filozofska fakulteta, Oddelek za filozofijo.
- 2016–2018: asistentka, kot zunanja sodelavka FF UL, izvajalka predavanj in seminarjev za področje azijskih filozofij in religij na Univerzi v Ljubljani, Filozofska fakulteta, Oddelek za filozofijo.
- 2018– (danes): docentka, redno zaposlena na Oddelku za filozofijo Filozofske fakultete Univerze v Ljubljani.

## Delovanje
Nina Petek sodeluje tako pri slovenskih kot mednarodnih projektih. Poleg tega je tudi direktorica Inštituta za študije meništva in kontemplativne znanosti (Institute for Monastic Studies and Contemplative Sciences), članica izdajateljskega sveta revije Anthropos in članica Upravnega odbora Slovenskega filozofskega društva. 
Veliko deluje tudi v mednarodnem prostoru. Sodelovala je na mednarodnih znanstvenih konferencah v Sloveniji, Indiji, Singapurju, Rusiji, na Tajskem in na Islandiji. 
Je tudi članica programskega odbora za organizacijo mednarodnih konferenc pri Institute of Cross Cultural Studies and Academic Exchange in Society for Indian Philosophy and Religion, Elon, North Carolina. Sodeluje celo kot gostujoča predavateljica za predmet Hinduizem na Fakulteti za teologijo in religijske študije, Univerza na Islandiji (Faculty of Theology and Religious Studies, School of Humanities, University of Iceland).

### Raziskovalni projekti
Dr. Nina Petek sodeluje tako pri slovenskih kot mednarodnih projektih. Je vodja raziskovalnega projekta z naslovom Budizem v himalajskih puščavah: tradicija jogijev v Ladakhu (Buddhism in the Himalayan Deserts: the Tradition of Yogis in Ladakh). Tema enega izmed njenih raziskovalnih projektov je bila Filozofija znanosti: znanstveni opis sveta, možnosti in doseg spoznanja (Philosophy of Science: Scientific Description of the World, Potentials and Reach of Knowledge). Projekt je vodila skupaj z doktorjem Vladimirjem Drekalovićem z Oddelka za filozofijo Filozofske fakultete Nikšić Univerze v Črni gori. Sodeluje tudi kot raziskovalka pri projektu Contemplative Traditions and Psychotherapy (John Templeton Foundation, University of Oxford) pod vodstvom dr. Boruta Škodlarja, ter pri programski skupini Filozofske raziskave pod vodstvom dr. Slavoja Žižka Krečiča. 

### Nagrade
Za diplomsko delo s področja slovenistike je prejela fakultetno Prešernovo nagrado.

## Delo

### Knjige
- Bhagavadgita. Onstran vezi, tostran svobode. Maribor: Založba Pivec, 2021.
- Na pragu prebujenja. Svetovi sanj v budizmu. Ljubljana: Založba Beletrina, 2022.

### Znanstvene objave in članki

#### Slovenski članki
- Sopotja zgodnjega puščavništva v Egiptu in Indiji. (članek) (2021) [glej rubriko bibliografija]
- Skozi vrata brez vrat- romanja z(a) Markom: odprti prostori praznine v budistični filozofiji. (članek) (2021) [glej rubriko bibliografija]
- Črnjanski rokopis: portret ubesedene družbene, kulturne in jezikovne zgodovine. (članek iz znanstvene monografije) (2018) [glej rubriko bibliografija]
- O modrostih z živalske farme: živali kot moralni akterji v indijski pripovedni in filozofsko-religijski tradiciji. (članek) (2016) [glej rubriko bibliografija]
- Celovitost estetske izkušnje v procesu delovanja, čaščenja, razumevanja in osvobajanja: primer Bhagavadgīte. (članek) (2014) [glej rubriko bibliografija]

#### Tujejezični članki
- Prvi koncili u kršćanstvu i budizmu : strukturalne analogije i povijesne sličnosti. (članek) (2019) [glej rubriko bibliografija]
- Aesthetics of the Classical Period of the Islamic Mughal Empire in India through a Pof Abu al-Fath Jalal al-Din Muhammad Akbar.« (članek) (2018) [glej rubriko bibliografija]
- Death and Dying in the Bhagavad-Gita: between Causality and Soteriology. (članek) (2017) [glej rubriko bibliografija]
- Value and Beauty of Impermanence: Buddhist Philosophy through Japanese Aesthetics. (članek) (2016) [glej rubriko bibliografija]

#### Objavljeni znanstveni prispevki s konferenc
- Resnica prebiva v sanjalcih: soteriološki vidiki sanj v tibetanskem budizmu = Truth abides in dreamers: soteriological aspects of dreams in Tibetan Buddhism. (2021) [glej rubriko bibliografija]
- Gandhiʼs philosophy as the truth lived experientially = Gandhijeva filozofija kot izkustvena živeta resnica. (2020) [glej rubriko bibliografija]
- Skozi vrata brez vrat: romanja z(a) Markom: odprti prostori praznine v budistični filozofiji. (2019) [glej rubriko bibliografija]
- Ontological and epistemological status of negation in Indian philosophical tradition. (2017) [glej rubriko bibliografija]
- When the world was born: images of brahman in Chandogya Upanishad with some references to Vedic hymns and pre-socratic philosophy (2015) [glej rubriko bibliografija]
- Insight into the eternal laws of the world-battle through the aesthetic experience of Absolute in the Bhagavad-Gita. (2014) [glej rubriko bibliografija]

### Prevodi

#### Prevod iz stare vedske indijščine
- Áva rohatiy avika ná suryah: izbor iz rgvedske himnike: prevodi in študije. (Prevod rgvedske himnike.) (2020) [glej rubriko bibliografija]

#### Prevod iz klasičnega sanskrta
- Razgledi po staroindijski književnosti: prevodi in interpretacije. (Prevod odlomkov iz Bhagavatapurane.) (2021) [glej rubriko bibliografija]